# Vals-près-le-Puy
Vals-près-le-Puy är en kommun i departementet Haute-Loire i regionen Auvergne-Rhône-Alpes i centrala Frankrike. Kommunen ligger i kantonen Le Puy-en-Velay-Sud-Ouest som tillhör arrondissementet Le Puy-en-Velay. År 2022 hade Vals-près-le-Puy 3 392 invånare.

## Befolkningsutveckling
Antalet invånare i kommunen Vals-près-le-Puy
| Referens: INSEE |